# Kacper Adamski
Kacper Adamski (* 19. März 1992 in Płock) ist ein polnischer Handballspieler.

## Karriere

### Verein
Kacper Adamski lernte das Handballspielen in seiner Heimatstadt bei Wisła Płock. Mit dessen zweiter Mannschaft spielte der 1,86 m große linke Rückraumspieler in der zweiten polnischen Liga. 2012 wechselte er zu Miedź Legnica in die erste polnische Liga, aus der er 2013 abstieg. Nach einem Jahr in der zweiten Liga nahm ihn der Erstligist Wybrzeże Gdańsk unter Vertrag. In der Saison 2015/16 lief er wieder für Wisła Płock in der ersten und hauptsächlich in der zweiten Liga auf. Nach einem Jahr beim Erstligisten Gwardia Opole gelang dem Rückraumspieler in der Saison 2017/18 bei KPR Legionowo der Durchbruch, als er 187 Tore in 31 Spielen erzielte. Daraufhin wechselte er für zwei Jahre zu MMTS Kwidzyn. Ab 2020 lief er für MKS Kalisz auf. In der Saison 2021/22 wurde Adamski mit 162 Toren Torschützenkönig der Superliga. Seit 2022 steht er bei KS Azoty-Puławy unter Vertrag.

### Nationalmannschaft
Mit der polnischen Nationalmannschaft belegte Adamski bei der Weltmeisterschaft 2021 den 13. Platz. Er warf drei Tore in seinem einzigen Einsatz. Insgesamt bestritt er fünf Länderspiele, in denen er elf Tore erzielte.